# Amikor Henry találkozott…
Az Amikor Henry találkozott… (eredeti címén: The Day Henry Met) 2015-ben indult ír televíziós 2D-s számítógépes animációs kalandsorozat, amelyet Gary Gill írt és rendezett.
Magyarországon a Nick Jr. mutatta be 2017. január 23-án.

## Ismertető
A négyéves fiú Henry minden nap felfedezi környezetét, hogy új dolgokat ismerjen meg.

## Szereplők
| Szereplő | Eredeti hang | Magyar hang                                         |
| -------- | ------------ | --------------------------------------------------- |
| Henry    |              | Berecz Kristóf Uwe (1-3. évad) Gáll Dávid (4. évad) |
| Anya     |              | Martin Adél (1-3. évad) Vámos Mónika (4. évad)      |

Énekesek és vokálok: Ágoston Péter, Barkóczi Sándor, Fellegi Lénárd, Gyarmati Laura, Szefcsik Boldizsár, Szentirmai Zsolt, Szücs Anna Viola, Takács Botond, Takács Emma, Vozár Anton, Vozár Mária Villő
További magyar hangok: Csasznyi Imre, Csonka Anikó, Endrédi Máté, Faragó András, Fehér Péter, Fehérváry Márton, Füzi János, Galbenisz Tomasz, Gardi Tamás, Gulás Fanni, Hábermann Lívia, Hegedűs Miklós, Hermann Lilla, Horváth Illés, Horváth-Töreki Gergely, Kapácsy Miklós, Kassai Károly, Kisfalusi Lehel, Kovács Nóra, Láng Balázs, Laurinyecz Réka, Megyeri János, Mezei Kitty, Molnár Kristóf, Moser Károly, Németh Attila István, Németh Gábor, Németh Kriszta, Orosz Gergely, Pál Dániel Máté, Pál Tamás, Pál Zsófia Kira, Sipos Eszter Anna, Szabó Andor, Szabó Endre, Tarján Péter, Ungvári Gergely, Vámos Mónika, Zakariás Éva

### Magyar változat
- Magyar szöveg: Pintér Zsófia
- Dalszövegek: Galambos Attila
- Szinkronrendező: Bauer Eszter
- Zenei rendező: Posta Victor
- Gyártásvezető: Molnár Melinda
- Hangmérnök: Bauer Zoltán
- Vágók: Pilipár Éva (101-107), Hollósi Péter (108-126)
- Produkciós vezető: Koleszár Emőke

## Epizódok
| Évad | Évad | Epizódok | Eredeti sugárzás | Eredeti sugárzás | Magyar sugárzás     | Magyar sugárzás  |
| Évad | Évad | Epizódok | Évadpremier      | Évadfinálé       | Évadpremier         | Évadfinálé       |
| ---- | ---- | -------- | ---------------- | ---------------- | ------------------- | ---------------- |
|      | 1    | 26       | 2015. július 13. | 2017. június 23. | 2017. január 23.    | 2017. február 8. |
|      | 2    | 26       |                  |                  | 2017. július 10.    | 2017. július 24. |
|      | 3    | 26       |                  |                  | 2018. szeptember 3. |                  |